# Lene Bidstrup
Lene Bidstrup (* 19. August 1966 in Kopenhagen) ist eine dänische Curlerin. 
Ihr internationales Debüt hatte Bidstrup im Jahr 1986 bei der Curling-Junioreneuropameisterschaft, sie blieb jedoch ohne Medaille. Zwei Jahre später, bei der erstmals ausgetragenen Curling-Juniorenweltmeisterschaft 1988, gewann sie mit einer Bronzemedaille ihre erste Medaille. 
Bidstrup spielte für Dänemark bei den Olympischen Winterspielen 1992 in Albertville als Second, hier kam die Mannschaft auf den vierten Platz, und bei den Olympischen Winterspielen 2002 in Salt Lake City als Skip, hier schloss die Mannschaft das Turnier auf dem neunten Platz ab.

## Erfolge
- 2. Platz Europameisterschaft 1997, 2001
- 3. Platz Weltmeisterschaft 1999, 2001
- 3. Platz Juniorenweltmeisterschaft 1988